# Список персонажей франшизы «Во все тяжкие»
Ниже приведён список персонажей американских телесериалов «Во все тяжкие» и «Лучше звоните Солу», созданных Винсом Гиллиганом. Сюжет сериала «Во все тяжкие» повествует о химике, который работает учителем химии в школе: узнав о том, что он болен раком лёгких, начинает заниматься изготовлением метамфетамина ради обеспечения будущего своей семьи. Сюжет сериала «Лучше звоните Солу» повествует о криминальном адвокате Соле Гудмане. Действие сериалов происходит в городе Альбукерке, штат Нью-Мексико.

## Основные персонажи

### В ролях
| Актёр              | Персонаж                  | Во все тяжкие | Во все тяжкие | Во все тяжкие | Во все тяжкие | Во все тяжкие | Во все тяжкие | Лучше звоните Солу | Лучше звоните Солу | Лучше звоните Солу | Лучше звоните Солу | Лучше звоните Солу | Лучше звоните Солу | Фильм |
| Актёр              | Персонаж                  | 1             | 2             | 3             | 4             | 5a            | 5b            | 1                  | 2                  | 3                  | 4                  | 5                  | 6                  | Фильм |
| ------------------ | ------------------------- | ------------- | ------------- | ------------- | ------------- | ------------- | ------------- | ------------------ | ------------------ | ------------------ | ------------------ | ------------------ | ------------------ | ----- |
| Брайан Крэнстон    | Уолтер Уайт Хайзенберг    | Постоянно     | Постоянно     | Постоянно     | Постоянно     | Постоянно     | Постоянно     |                    |                    |                    |                    |                    | СГ                 | СГ    |
| Анна Ганн          | Скайлер Уайт              | Постоянно     | Постоянно     | Постоянно     | Постоянно     | Постоянно     | Постоянно     |                    |                    |                    |                    |                    |                    |       |
| Аарон Пол          | Джесси Пинкман            | Постоянно     | Постоянно     | Постоянно     | Постоянно     | Постоянно     | Постоянно     |                    |                    |                    |                    |                    | СГ                 | ГР    |
| Дин Норрис         | Хэнк Шрейдер              | Постоянно     | Постоянно     | Постоянно     | Постоянно     | Постоянно     | Постоянно     |                    |                    |                    |                    | СГ                 |                    |       |
| Бетси Брандт       | Мари Шрейдер              | Постоянно     | Постоянно     | Постоянно     | Постоянно     | Постоянно     | Постоянно     |                    |                    |                    |                    |                    | СГ                 |       |
| Ар-Джей Митт       | Уолтер «Флинн» Уайт-мл.   | Постоянно     | Постоянно     | Постоянно     | Постоянно     | Постоянно     | Постоянно     |                    |                    |                    |                    |                    |                    |       |
| Боб Оденкерк       | Джимми Макгилл Сол Гудман |               | Пер.          | Постоянно     | Постоянно     | Постоянно     | Постоянно     | Постоянно          | Постоянно          | Постоянно          | Постоянно          | Постоянно          | Постоянно          |       |
| Джанкарло Эспозито | Густаво Фринг             |               | Гость         | Постоянно     | Постоянно     |               |               |                    |                    | Постоянно          | Постоянно          | Постоянно          | Постоянно          |       |
| Джонатан Бэнкс     | Майк Эрмантраут           |               | Гость         | Постоянно     | Постоянно     | Постоянно     |               | Постоянно          | Постоянно          | Постоянно          | Постоянно          | Постоянно          | Постоянно          | СГ    |
| Лора Фрейзер       | Лидия Родарт-Куэйл        |               |               |               |               | Пер.          | Пост.         |                    |                    | Пер.               | Гость              | Гость              |                    |       |
| Джесси Племонс     | Тодд Алкист               |               |               |               |               | Пер           | Пост.         |                    |                    |                    |                    |                    |                    | ГР    |
| Рэй Сихорн         | Ким Уэкслер               |               |               |               |               |               |               | Постоянно          | Постоянно          | Постоянно          | Постоянно          | Постоянно          | Постоянно          |       |
| Патрик Фабиан      | Говард Хэмлин             |               |               |               |               |               |               | Постоянно          | Постоянно          | Постоянно          | Постоянно          | Постоянно          | Постоянно          |       |
| Майкл Мэндо        | Начо Варга                |               |               |               |               |               |               | Постоянно          | Постоянно          | Постоянно          | Постоянно          | Постоянно          | Постоянно          |       |
| Майкл Маккин       | Чак Макгилл               |               |               |               |               |               |               | Постоянно          | Постоянно          | Постоянно          | Пер.               |                    | СГ                 |       |
| Тони Далтон        | Лало Саламанка            |               |               |               |               |               |               |                    |                    |                    | Пер.               | Постоянно          | Постоянно          |       |

### Появившиеся в сериале «Во все тяжкие»

#### Уолтер Уайт
Уолтер Хартвелл Уайт (так же известен под тайным псевдонимом Хайзенберг) (роль исполняет Брайан Крэнстон) — школьный учитель химии в городе Альбукерке (Нью-Мексико) обнаруживает у себя рак лёгких, из-за чего налаживает производство метамфетамина (далее — мет) для обеспечения безбедного будущего своей семьи, после собственной смерти. Без единого знания о наркоторговле, но по счастливой случайности он прибегает к помощи своего бывшего ученика Джесси Пинкмана. Богатый опыт и научный подход помогают Уолту производить исключительный мет - намного чище и сильнее любого другого. А для избежания утомительного процесса получения псевдоэфедрина, необходимого для производства, Уолт использует альтернативную химическую реакцию с использованием метиламина, которая придаёт его продукту побочный синий цвет. Его цветной мет получает признание на улицах и название «Голубые небеса», начинает доминировать на рынке из-за чего происходят конфликты с наркобаронами. Хотя Уолт изначально планирует не задерживаться в этом деле и просто заработать деньги, но особенности наркобизнеса заставляют его пересмотреть отношение к насилию и даже осознать необходимость в нём. В итоге он пытается извлечь из своего нового статуса наркобарона ещё больше пользы и осознанно идёт на ещё большие преступления, такие как кража, вымогательство, отмывание денег и даже убийство.
Джесси обращается к Уолтеру как «мистер Уайт», это отсылка к фильму Квентина Тарантино «Бешеные псы».
Падение Уолта происходит подобно действию в пьесе «Макбет», в преступном мире раскрываются огромные уровни его глубоко подавленных амбиций, гнева, обиды, тщеславия и жестокости, которая отчуждает семью и близких от него.
В испаноязычном ремейке сериала «Метастазис» его персонажа зовут Уолтер Бланко.

#### Скайлер Уайт
Скайлер Уайт (в девичестве Ламберт) (роль исполняет Анна Ганн) — жена Уолтера. В начале сериала она беременная домохозяйка, имеющая несколько небольших источников доходов: пишет рассказы, продаёт вещи на eBay, работает бухгалтером и, в конечном счёте, помогает своему мужу «отмывать» деньги. У Скайлер и Уолта есть сын Уолтер-младший и новорождённая дочь Холли. Скайлер очень заботится о Уолтере, но их брак становится всё более и более напряжёнными из-за его необъяснимых исчезновений и странного поведения, что, в итоге, приводит к их разъезду. Позже, когда Уолтер раскрывает свою тайну, ей приходится помогать ему в отмывании денег. Они покупают автомойку, на которой Уолтер раньше подрабатывал. Хотя Скайлер помогает Уолту, она остаётся недовольна ситуацией в целом. Вместе с тем как Уолтер медленно становится более закоренелым преступником, растут её страх и беспокойство. Когда Хэнк рассказывает Скайлер о причастности Уолтера к наркоторговле, и что он нуждается в её помощи, чтобы обеспечить достаточно доказательств, она отвечает, что ей нужен адвокат, а позже говорит Уолту, что они должны оставаться спокойными.

#### Джесси Пинкман
Джесси Брюс Пинкман (роль исполняет Аарон Пол) — мелкий производитель и уличный продавец мета, сам не брезгующий употребить свой товар. В средней школе он плохо учился и был исключён при активном участии Уолтера Уайта. В начале сериала ему чуть больше 25 и он невольно становится бизнес-партнёром Уолта в производстве и распространении мета. Джесси импульсивен, гедонистически настроен, но он представительный и хорошо обладает уличными знаниями. Он говорит на сленге, любит носить броскую одежду, отвечающую последним тенденциям в молодёжной культуре, слушает рэп и рок-музыку, принимает рекреационные наркотики и водит автомобиль "лоу-райдер", оснащённый гидравлической подвеской. Когда у Джесси есть деньги, он тратит их обычно на вечеринки или разные вещи, такие как телевизор с гигантским экраном. Перед сотрудничеством с Уолтом, он добавлял в свой мет немного порошка чили, чтобы выделить свой товар на рынке. Уолт настаивал на изготовлении чистого продукта и покровительственно учил Джесси процессу достижения этого. Уолт относится к Джесси, как к глупому ребёнку, которого необходимо сурово воспитывать. Собственная семья Джесси выгнала его из дома из-за его проблем с наркотиками. Несмотря на трения, Джесси и Уолт имеют глубокую связь. Как и Уолт (по крайней мере в начале), Джесси в ужасе от жестокости на более высоких уровнях наркоторговли, но делает то, что он считает необходимым. Он очень любит и пытается защищать детей: его желание держать детей подальше от жестокого мира наркотиков приводит к появлению ряда ключевых событий на протяжении всего сериала. Он борется с чувством вины из-за смертей, связанных с его деятельностью, и прежде всего своей девушки Джейн Марголис. Фамилия Джесси, как и Уолтера, созвучна с кличкой персонажа из «Бешеных псов».

#### Хэнк Шрейдер
Генри Р. «Хэнк» Шрейдер (роль исполняет Дин Норрис) — свояк Уолтера и Скайлер, муж Мари, который работает агентом в Управлении по борьбе с наркотиками (далее — УБН). Он активно участвует в поиске «Хайзенберга» на протяжении более года, при этом даже и не подозревая, что на самом деле это Уолтер. Хэнк выглядит очень мужественно, но на самом деле это расследование влияет на него больше, чем он это признаёт. В ходе его работы, Хэнка переводят из Альбукерке в Эль-Пасо, штат Техас, но после того как он попадает в перестрелку с картелем, возвращают обратно. Несмотря на это, Хэнк очень компетентен в своей работе и не перестаёт заботиться о семье. Тем не менее, обнаружив, что «Хайзенберг» это Уолтер, Хэнк от очень тёплых дружеских отношений переходит к сильной враждебности к свояку, сказав, что надеется, что тот сгниёт, когда он узнаёт, что его рак вернулся. После этого он становится одержим арестом Уолта, понимая, что его карьера в УБН под угрозой. После того как он находит взбешённого Джесси, который пытается сжечь дом Уайтов, он убеждает его помочь ему поймать Уолта. Используя угрозу уничтожения его денег от продажи наркотиков в качестве приманки, Хэнку удаётся арестовать его. Но в итоге Хэнк и его напарник Гомес попали в перестрелку с Джеком и его командой хорошо вооружённых убийц, которые ранее были наняты Уолтом убить Джесси. Гомес был убит, а Хэнк ранен в ногу. После того как перестрелка закончилась, Уолт просит Джека не убивать Хэнка в обмен на все его закопанные нарко-деньги в размере 80 млн долларов. Хэнк отказывается соглашаться на условия, которые ему предлагают под угрозами, говоря: «Меня зовут специальный агент Шрейдер, и вы можете пойти на х*й (англ.: fuck yourself)». После этого Хэнк говорит Уолту: «Ты самый умный парень, которого я когда-либо встречал, но сейчас ты слишком глуп, чтобы понять, что он решил всё ещё десять минут назад», после чего застрелен Джеком.

#### Мари Шрейдер
Мари Шрейдер (в девичестве Ламберт) (роль исполняет Бетси Брандт) — сестра Скайлер, жена Хэнка и свояченица Уолта. Мари работает рентгенологом. Она не колеблется, чтобы дать совет другим, но часто сама не делает, то о чём советует. Она скрытая клептоманка, из-за чего периодически посещает психотерапевта. Она эгоцентрична и мелочна, но очень предана своему мужу и заботится о семье своей сестры. Мари любит фиолетовый цвет и почти всё в её доме, а также предметы одежды включают в себя различные оттенки этого цвета.
В 3-м сезоне Мари становится основным источником утешения и поддержки для своего мужа, когда братья Леонель и Марко Саламанка почти убили Хэнка. С помощью Уолта и Скайлер она устраивает для Хэнка агрессивную программу физической терапии, которую не покрывает его страховка. Когда Хэнк упорно желал остаться в больнице, она уговаривала его отправиться домой, но после отказа она решила помассировать его половой член для положительных показаний докторов. После возвращения в свой дом Хэнк холоден и груб с Мари, несмотря на её попытки сделать всё, чтобы ему было комфортно. Постепенно она возвращается к клептомании. После того, как Хэнк начинает делать успехи в восстановлении здоровья, его отношения с Мари снова улучшаются. Когда у Уолта и Скайлер начинаются проблемы в браке, она добровольно забирает их детей на пару дней к себе, пока они решают свои проблемы.
В последнем сезоне Хэнк рассказывает Мари правду о преступной деятельности Уолтера, и она ссорится со Скайлер. Мари ударяет свою сестру и в ярости выбегает из комнаты, пытаясь забрать с собой Холли, но Хэнк приказывает ей вернуть ребёнка. Мари помогает Хэнку, пытаясь остановить Уолта и Скайлер, но их попытки пресекаются когда Уолтер делает видеозапись с обвинениями в адрес Хэнка. Мари готова помочь Хэнку, когда Джесси соглашается признаться в преступлениях Уолта. Она изначально не знает о смерти Хэнка и мирится со Скайлер при условии, что она расскажет всё Уолтеру-младшему. Мари узнаёт, что Хэнк пропал, когда Уолт похищает Холли, и в конечном счёте получает подтверждение, что её муж мёртв.

#### Уолтер Уайт-младший
Уолтер «Флинн» Уайт-младший (роль исполняет Ар-Джей Митт) — сын Уолтера и Скайлер, старший брат Холли. Он страдает детским церебральным параличом, что проявляется в затруднённой речи и нарушении двигательных функций, из-за чего ему приходится использовать костыли (сам Митт в жизни тоже страдает ДЦП, но в более мягкой форме). Возмущённый постоянными ссорами родителей, Уолтер-младший пытается проявить самостоятельность своего характера, настаивая на том, чтобы его называли Флинн и просит своего лучшего друга Луиса научить его ездить на машине. Тем не менее, узнав, что у отца рак, Флинн меняет своё отношение и создаёт веб-сайт www.savewalterwhite.com, который занимается сбором пожертвований, чтобы помочь собрать деньги на лечение Уолта. Адвокат Уолта, Сол Гудман, организует поступление вымышленных пожертвований, взятых из денег Уолтера от продажи наркотиков, чтобы отмыть их, а также показать, что усилия Флинна успешны. Когда Скайлер и Уолт разъезжаются, Уолтер-младший в итоге принимает сторону отца и отказывается от имени Флинн. Младший не подозревает, что отец торгует наркотиками, пока Мари, уверенная, что Уолт находится под стражей Хэнка, не заставляет Скайлер рассказать всю правду своему сыну. Узнав о связи своего отца со смертью Хэнка, Уолтер-младший ошибочно заключает, что Уолт убил Хэнка. Чувствуя себя преданным, Младший вызывает 911, когда Уолт защищается от Скайлер, которая напала на него с ножом, тем самым вынуждая Уолта уйти из дома и, в конечном счёте, попасть в розыск. Уолт пытается поговорить с сыном по телефону, говоря о 100 000 долларов, которые он планирует направить в адрес Луиса, однако, Уолтер-младший отказывается и вешает трубку, желая смерти отцу. Позже Уолт встречается со Скайлер в последний раз и смотрит издалека, как Уолтер-младший возвращается из школы.

#### Сол Гудман
Сол Гудман (настоящее имя Джеймс Морган Макгилл) (роль исполняет Боб Оденкерк) — адвокат по уголовным делам (по словам Джесси Пинкмана: «Адвокат, который сам является преступником»), который выступает в качестве адвоката Уолтера и Джесси, и до определённого момента вносит в сериал комичность. Он использует имя «Сол Гудман», потому что думает, что его клиенты будут чувствовать себя более уверенно с еврейским адвокатом. Это имя также является омофоном выражения «Всё хорошо, мужик», звучащее на английском как «[it]'s all good, man». Он одевается в кричащие костюмы, имеет широкие связи в преступном мире и служит посредником между разными криминальными элементами. Несмотря на яркий внешний вид и манеры Сол, известный своими скандальными малобюджетными рекламами, очень грамотный юрист, который умеет решать проблемы и находить лазейки для того, чтобы защитить своих клиентов. Он также неохотно, но связан с применением насилия и убийствами. Он служит в качестве советника для Уолтера, Джесси, Майка и даже Скайлер, которой он помог приобрести автомойку для того, чтобы отмывать деньги Уолтера от продажи наркотиков. После раскрытия личности Хайзенберга, с помощью Эда, сбегает по поддельным документам.

#### Гус Фринг
Густаво «Гус» Фринг (роль исполняет Джанкарло Эспозито) — родившийся в Чили владелец «Los Pollos Hermanos», весьма успешной сети ресторанов, торгующих блюдами из курицы. Общественный деятель, член попечительского совета больницы и большой друг местного офиса УБН. Несмотря на всё это, Гус тесно связан с мексиканским наркокартелем в Сьюдад-Хуаресе и использует свой ресторан в качестве прикрытия для распространения мета на юго-западе США. Как и Уолтер Уайт, Гус преступник, который «прячется на виду», используя благотворительность и борьбу с наркотиками, чтобы скрыть свою истинную природу. Гус изначально создал «Los Pollos Hermanos» в Мексике несколько лет назад, но эмигрировал в США, когда Дон Эладио и Гектор Саламанка убили своего варщика и близкого друга Гуса Максимино Арсиньега на его глазах.
Когда Уолтер ищет покупателя для своего химически чистого мета, он входит в контакт с Гусом. Однако, несмотря на признание качественности продукта, Гус отказывается вести с ним дела из-за неустойчивого и неосторожного поведения его партнёра Джесси Пинкмана. Уолтеру удаётся убедить Гуса приобрести 38 фунтов его мета за 1,2 млн долларов, продукт даёт хорошую отдачу, и Гус предлагает Уолту 3 млн долларов за три месяца своего времени. Наём Гусом Уолта ставит его в противоречие с руководством картеля, который считает Уолта ответственным за смерть племянника Гектора, Туко. Гус направляет двух киллеров картеля, кузенов Леонеля и Марко Саламанка, чтобы убить свояка Уолта Хэнка. Он также подстраивает неудачную облаву на картель со стороны правительства США и Мексики, с целью оставить контроль за торговлей метом только за собой.
Несмотря на первоначальную защиту Уолта Гусом, сотрудничество между двумя мужчинами становится всё более напряжённым. Когда Уолтер узнаёт, что Гус нанял очередного варщика, Гейла Беттикера, чтобы заменить его, он уговаривает Джесси убить Гейла. Узнав об убийстве, Гус молча перерезает горло одному из своих подчинённых, Виктору, на их глазах. Боязнь Уолта, что Гус убьёт его и его семью, заставляет его искать многочисленные способы убить Фринга раньше. Гус погибает в результате взрыва, устроенного Уолтером, который использует ненависть Гектора Саламанка к Гусу, чтобы заманить того в ловушку. Гус является главным антагонистом в 4-м сезоне
и главным антагонистом всего сериала. В 2016 году журнал «Rolling Stone» поместил Фринга на 7 позицию в своём списке «40 величайших телевизионных злодеев всех времён».

#### Майк Эрмантраут
Майкл Эрмантраут (роль исполняет Джонатан Бэнкс) бывший полицейский из Филадельфии, который работает на Гуса и, при случае, на Сола как частный детектив; глава службы безопасности, чистильщик и киллер. Одно из правил Майка в его бизнес-деятельности — не принимать «полумеры». Майк спокойный и расчётливый человек, который эффективно выполняет свои обязанности для Гуса, используя свои обширные знания, чтобы не быть обнаруженным. Как и Уолт, Майк семьянин, у него хорошие отношения со внучкой Кейли (роль исполняет Кайя Роз Бэйлз).
Джесси впервые встречает Майка в финале 2-го сезона, когда Майк чистит квартиру и советует Джесси, как отвечать на вопросы о смерти Джейн в постели Джесси. В 3-м сезоне Сол посылает Майка в дом Уолта установить подслушку и вести слежку за ним. В процессе, Майк спасает жизнь Уолта, когда он видит, что кузены Саламанка проникли в дом с топором, Майк звонит Гасу и тот отменяет заказ. Майк также уводит Уолта из офиса Теда, когда тот приходит в ярость и пытается посчитаться с ним, узнав что Скайлер переспала с Тедом.
В 4-м сезоне между Джесси и Майком начинаются сложные и грубые отношения, и хотя первоначально Майк разочарован в том, что Гас закрепил за ним Джесси, в итоге Джесси начинает показывать потенциал и отношения становятся более дружественными. Майк недолюбливает Уолта, считает, что он высокомерный эгоист и предупреждает Джесси, что Уолт опасен для него. В 5-м сезоне Майк неохотно становится партнёром Уолта и Джесси в производстве и распространении мета.
В конечном счёте, сотрудничество Майка с Уолтом и Джесси приводит к его смерти, когда Уолт стреляет в Майка, отказавшегося предоставить имена девяти заключённых, которые работают на него. После выстрела в Майка Уолтер понимает, что мог бы получить имена от Лидии и пощадить Майка. Майк стоически говорит Уолту: «Закрой рот и дай мне спокойно умереть».

#### Лидия Родарт-Куэйл
Лидия Родарт-Куэйл (роль исполняет Лора Фрейзер) — сотрудница GmbH «Madrigal Electromotive», работающая в филиале компании в Хьюстоне, Техас.
Наряду с Джэком и Тоддом, она является одним из антагонистов последнего сезона. Лидия большую часть времени выглядит нервной, деловые встречи проводит в кафе, где регулярно заказывает ромашковый чай с соевым молоком и подсластителем стевия. Она помогала Гасу Фрингу распространять наркотики на юго-западе США. Когда УБН приступила к расследованию взаимосвязи между Гасом и «Madrigal», Лидия испытывает тревогу и просит Майка устранить одиннадцать человек, которые связаны с Гасом. Когда он отказывается, Лидия делает то же самое предложение одному из одиннадцати этих людей и добавляет в список Майка. Тем не менее, Майк рушит её план, устраняя нового киллера, который ранее убил Чау. Майк вламывается в дом Лидии, с целью убить её, но оставляет ей жизнь при условии, что она будет поставлять ему метиламин.
После того как Лидия обеспечивает первую партию, УБН наносит визит в «Madrigal» и она вынуждена сдать своего человека на складе УБН. Майк посылает Джесси в Хьюстон, чтобы забрать метиламин, где они вместе с Лидией находят GPS-трекер на нижней части одной из бочек. Майк делает вывод, что его установила Лидия, потому что она хочет выйти из бизнеса. Майк снова клянётся убить её. Джесси, не желая, чтобы она умерла, пытается вмешаться под предлогом, что, возможно, это дело рук УБН. Уолт принимает сторону Джесси, потому что он отказывается прекратить варить мет. После установки прослушки в офисе Хэнка, они заставляют Лидию позвонить ему и спросить об устройстве. Хэнк говорит ей, что его сотрудники не устанавливали трекер, затем звонит в хьюстонский офис УБН, где ему говорят, что они установили трекеры на все бочки для слежки. В попытке спасти себя Лидия предоставляет Уолту, Джесси и Майку информацию о грузовом поезде, который перевозит «океан метиламина». Позже она обеспечивает Уолту новый рынок в Чехии, используя свои ресурсы и связи, чтобы поставлять туда мет в больших количествах.
Уолт завершает свою работу, Деклан и его банда убиты, а Тодд становится варщиком Лидии. Во время встречи с Тоддом Уолт предлагает новый способ производства мета. Лидия, кажется, согласна на предложение Уолта, но решает, что Тодд будет варить, а Уолта нужно убить. На их встрече Лидия добавляет в свой чай стевию, в которую Уолт добавил рицин. Позже этим же вечером Лидия испытывает симптомы, похожие на грипп и характерные для отравления рицином. Она звонит Тодду, чтобы проверить, всё ли готово для убийства Уолта. Трубку берёт Уолтер и говорит ей, что вся банда мертва, и что он отравил её.

#### Тодд Алкист
Тодд Алкист (роль исполняет Джесси Племонс) — истребитель насекомых фумигационной компании «Vamonos Pest», используемой Уолтом, Майком и Джесси как прикрытие для изготовления мета после смерти Гуса. Тодд является одним из основных антагонистов последнего сезона, вместе со своим дядей Джеком. Тодд и другие сотрудники «Vamonos» занимаются грабежами, сбором и продажей информации о домах, которые обслуживают. Тодд замечает и отключает видео-няню, которая могла бы заснять Уолта и Джесси при их первой варке в доме, закрытом для травли насекомых «Vamonos Pest». Он помогает в грабеже метиламина с грузового поезда, но при этом убивает мальчика, который случайно увидел кражу. Команда неохотно оставляет Тодда в деле после того как он объясняет свои действия тем, что он не хотел оставлять свидетелей и что его дядя Джек может быть полезным для их работы.
После ухода Джесси и Майка, Тодд становится помощником Уолта в процессе приготовления мета. Тодд помогает Уолту избавиться от автомобиля и тела Майка, а также устранить девять бывших сотрудников Гуса Фринга и их адвоката, используя связи своего дяди Джэка в тюрьмах. Уолт и Тодд вступают в сотрудничество с другим дистрибьютором мета Декланом и сотрудницей «Madrigal Electromotive» Лидией Родарт-Куэйл, чтобы создать высокорентабельную мет-империю в течение нескольких месяцев по всему юго-западу США и за рубежом в Чехии. Когда Уолтер выходит на «пенсию», чистота продукта падает, поэтому Лидия назначает Тодда в основным варщиком. Чистота улучшается, но не дотягивает до стандарта, ожидаемого иностранными покупателями Лидии. Тодд также начинает постепенно влюбляться в Лидию, чем она пользуется, чтобы держать его под контролем.
После того как банда Джэка захватывает Джесси, Тодд убеждает дядю, что стоит заставить Джесси готовить для них мет. Тодд убивает Андреа на глазах Джесси, наказывая тем самым его за попытку побега. Несколько месяцев спустя Уолтер убивает банду с помощью управляемого дистанционно пулемёта M-60, установленного в багажнике автомобиля. Тодд выживает под обстрелом, но Джесси душит его цепью, сковывающей его руки.
Тодд был назван самым опасным злодеем в «Во все тяжкие». Он спокоен, чрезвычайно вежлив и внешне не похож на преступника. Тодд совершенно безжалостно и без колебаний совершает убийства и пытки. Он проявляет подлинное уважение к способностям Уолта.

### Появившиеся в сериале «Лучше звоните Солу»

#### Ким Уэкслер
Кимберли «Ким» Уэкслер (роль исполняет Рэй Сихорн) — подруга Джимми, юрист в фирме «Хэмлин, Хэмлин и Макгилл». Пробившись из почтового отдела (где познакомилась с работающим там разносчиком почты Джимми) в адвокаты — фанатично и ответственно относится к своей карьере в «Хэмлин, Хэмлин и Макгилл», но в то же время единственная кто понимает и сочувствует Джимми.

#### Говард Хэмлин
Говард Хэмлин (роль исполняет Патрик Фабиан) — партнёр и совладелец юридической фирмы «Хэмлин, Хэмлин и Макгилл», коллега и бывший протеже Чарлза МакГилла. Жёсткий, но компетентный в профессии начальник Ким Уэкслер и бывший начальник Джимми.

#### Начо Варга
Игнасио «Начо» Варга (роль исполняет Майкл Мэндо) — умный и амбициозный член банды Туко и Гектора Саламанки.

#### Чак Макгилл
Чарльз Линдберг «Чак» Макгилл  (роль исполняет Майкл Маккин) — старший брат Джимми, сооснователь юридической фирмы «Хэмлин, Хэмлин и Макгилл». Страдает мнимой электромагнитной сверхчувствительностью, из-за чего фактически не принимает участия в деятельности компании. 

#### Лало Саламанка
Эдуардо «Лало» Саламанка (роль исполняет Тони Далтон) — Лало Саламанка, член семьи Саламанка, который приезжает, чтобы помочь в управлении наркобизнесом Гектора.

## Второстепенные персонажи

### Сотрудники силовых структур

#### Стивен Гомес
Стивен «Гоми» Гомес (роль исполняет Стивен Майкл Кесада) — напарник и друг Хэнка с 1-го сезона, который его ласково зовёт «Гомми». Он располагает большими знаниями о внутренней работе мексиканских банд. Он не обижается на неприличные шутки Хэнка о его этнической принадлежности. Гомес переводится в Эль-Пасо после того, как Хэнк стал свидетелем и участником смертельного столкновения с картелем на мексиканской границе и, боясь возвращения в эту среду, отложил свой перевод. Гомес с самого начала был правой рукой Хэнка в поисках «Гейзенберга». После того, как братья Саламанка почти убили Хэнка, Гомес начинает выполнять задачи, которые Хэнк не может выполнить из-за его недуга. В конце 4-го сезона по запросу Хэнка Гомес посещает промышленные прачечные Гаса (в которых имеется подземная лаборатория). Полицейские и собаки K9 не находят никаких следов лаборатории.
После того как Уолт и Джесси сожгли лабораторию, Гомес приезжает туда с Хэнком, чтобы найти хоть какие-то улики. Гомес - единственный офицер УБН, которому Хэнк рассказал, что Уолтер Уайт является Гейзенбергом, после чего Гомес снова начинает помогать Хэнку в их расследовании, которое приводит к поимке Уолта и перестрелке с бандой Джэка. Гомес погибает в этой перестрелке от ранения в грудь, незадолго до того как застрелили Хэнка.
Персонаж Стивен Гомес первоначально должен был умереть в первом сезоне. Однако, когда из-за забастовки Гильдии сценаристов в 2007—2008 году сезон сократили, авторы переработали свои идеи и он остался жив.

#### Детективы Каланхоэ и Манн
Каланхоэ (роль исполняет Гонсало Менендес) и Манн (Джейсон Дуглас) — детективы-напарники полицейского департамента Альбукерке, первыми допрашивавшие Джесси в связи с отравлением Брока Кантильо, а затем в связи с раскидыванием огромных сумм денег.

#### Джордж Меркерт
Помощник специального агента Джордж Меркерт (роль исполняет Майкл Шамус Уайлз) — босс Хэнка в УБН. Он был впечатлён упорством и напряжённой работой Хэнка, и рекомендовал его для перевода в Эль-Пасо. Когда Хэнк возвращается к работе после ранения, Меркерт сообщает Хэнку новость о повторном переводе в Эль-Пасо, не подозревая, что Хэнк страдает от панических атак и боится вернуться. После того как Хэнк нападает на Джесси, Меркерт вынужден отстранить Хэнка от работы без сохранения заработной платы, при этом говорит ему, что удалит запись с избиением Джесси, чтобы он не получил обвинений. После ранения и последующего восстановления Хэнка, Меркерт предлагает Хэнку вернуться к работе, но отказывается заводить дело на Гаса Фринга по подозрениям Хэнка. Когда выяснилось, что Гас наркобарон, Меркерт освобождён от своих обязанностей в УБН главным образом из-за его хороших личных отношений с Фрингом и последующих сомнений в его виновности.

#### Специальный агент Рэми
Специальный агент Рэми (роль исполняет Тодд Тэрри) — глава юго-западного отдела УБН. Он назначил Хэнка вместо Джорджа Меркерта помощником специального агента.

#### Тим Робертс
Тим Робертс (роль исполняет Найджел Гиббс) — детектив департамента полиции Альбукерке, который работает в тесном сотрудничестве с Хэнком и УБН под контролем Джорджа Меркерта.
Робертс впервые появляется в доме Уайтов, когда Скайлер заявляет об исчезновении Уолта, которого вместе с Джесси похитил Туко Саламанка и отвёз их в дом своего дяди. Хэнк попросил Робертса взять это дело на себя в качестве личного одолжения, полагая, что у Уолтера произошёл один из его «эпизодов», когда у него случаются провалы в памяти и несколько дней спустя он объявится.
Робертс появляется в полицейском участке, в который забрали Мари Шрейдер за хищение имущества во время посещения домов выставленных на продажу. Хэнк связывается с Робертсом после того как Мари сообщает ему, что её арестовали. Робертс уговаривает домовладельцев отказаться от своих обвинений после возврата их имущества, а затем отвозит Мари домой к Хэнку.
Робертс также расследует убийство Гейла Беттикера. Он консультируется с Хэнком после того как находит ноутбук Гейла, спрашивая, что означают его заметки и рисунки, и работает ли или нет Гейл в мет-лаборатории. Это возбуждает интерес Хэнка к делу, и он начинает своё собственное расследования связи Гейла с Фрингом.
В итоге расследования в квартире Гейла полицейские находят отпечатки пальцев Фринга, что является официальной причиной вызвать Гаса на допрос. Фринг объясняет свою связь с Беттикером тем, что он выиграл одну из стипендий имени Максимино Арсиньеги, которую Гейл использует для получения степени по химии. Робертс удовлетворён объяснениями Фринга о том откуда он знаком с Беттикером и почему он был в его квартире, но у Хэнка остаются сомнения и он продолжает расследование по Фрингу и его личным и деловым отношениям.

### Люди, связанные с Гусом Фрингом

#### Макс Арсиньега
Максимино Арсиньега (роль исполняет Джеймс Мартинес) — партнёр Гаса Фринга. Гас заплатил за образование Макса в области биохимии и химической инженерии в Университете де Сантьяго в Чили. Затем они оба переехали в Мексику и открыли сеть куриных ресторанов «Los Pollos Hermanos». В наркобизнесе Макс участвует как химик, он приготовил кристаллический мет, образцы которого привлекли к себе внимание главы картеля, некого дона Эладио. Макс и Гас пришли к нему в надежде убедить дона присоединиться к ним в мет-бизнесе. Дон Эладио поражён этими выскочками и не уверен в успехе продажи мета вместо кокаина, за что Гектор убивает Макса на глазах Гаса, чтобы "преподать" урок. После переезда в США, Гас утверждает коллежскую стипендию имени Макса (которую в один из годов выиграл Гейл Беттикер) и клянётся отомстить за смерть своего друга. Имеются предположения, что Гаса и Макса связывали романтические отношения, которые признаёт и Джанкарло Эспозито, который играет Фринга, и создатель сериала Винс Гиллиган, который отметил, что они «возможно, были любовниками».
Имя персонажа Максимино Арсиньега совпадает с именем реального актёра, который играет персонажа по имени Крейзи-8 в 1-м сезоне.

#### Гейл Беттикер
Гейл Беттикер (роль исполняет Дэвид Костабайл) — американец немецкого происхождения, химик, нанятый Гасом Фрингом, чтобы помочь настроить новую лабораторию и помогать Уолту. Он имеет степень магистра в области органической химии по специальности рентгеновской кристаллографии. Он описал себя как «ботаник» и «борец за свободу». Он холост, является веганом, культурен и образован. Гейл поклонник музыки на иностранном языке, по-видимому, свободно говорит по-итальянски и любит Уолта Уитмена. В лаборатории он изобрёл процесс варки превосходного кофе, вкус которого впечатляет Уолта.
Позже Уолтер узнаёт о намерениях Джесси выдвинуть обвинения против Хэнка, он вынужден уволить Гейла и снова взять в напарники Джесси. После «исчезновения» Джесси, Гас опять нанимает Гейла и поручает ему узнать всё, что только можно об Уолте. Он говорит Гейлу, что у Уолта рак и производство мета не может остановиться даже на неделю из-за высоких накладных расходов в бизнесе. Гейл соглашается взять полный рабочий день в лаборатории. Уолт понимает, что Гас планирует заменить его Гейлом, и просит Джесси узнать адрес Гейла, чтобы Уолт мог убить его. Уолт схвачен Майком и Виктором, но он смог убедить их позволить ему поговорить с Джесси под предлогом заманить его в ловушку. На самом деле Уолт говорит Джесси, чтобы тот убил Гейла так быстро, как это возможно, чтобы Гас не смог предотвратить это. В итоге Джесси неохотно убивает Гейла.
Во время расследования на месте преступления, лабораторные заметки Гейла показаны на столе рядом с его телом. Позже детектив даёт Хэнку копии улик, взятых из квартиры Гейла. Хэнк показывает Уолту и Уолту-младшему DVD, найденный в квартире, на котором Гейл поёт в караоке песню «Major Tom (Coming Home)» немецкого музыканта Петера Шиллинга, на фоне изображений ракет и дикой природы с титрами на тайском языке. В ходе расследования убийства Гейла, Хэнк обнаруживает отпечатки пальцев Гаса в квартире Беттикера, в результате чего он начинает подозревать Фринга в причастности к торговле метом.

#### Дуэйн Чау
Дуэйн Чау (роль исполняет Джеймс Нинг) — владелец промышленной производственной химической компании «Golden Moth Chemical», которая поставляет химические вещества для Гаса Фринга. Во время конфликта Гаса с мексиканским наркокартелем в Сьюдад-Хуаресе, силовики картеля пришли в офисы Чау и удерживали его в заложниках. Похитители были убиты Майком, который ранил Чау в руку, о чём не рассказал Гасу. После смерти Гаса Чау допрашивает УБН, так как он получал заработную плату от Фринга на момент его убийства. Чау также в списке одиннадцати людей, которых Лидия предлагает убить Майку, прежде чем они смогут «сдать» их УБН (но Майк отказывается). Лидия затем нанимает на это дело Криса Мару, он начинает с Чау, которого он использует, чтобы заманить Майка в ловушку перед тем как убить Чау. Майк срывает покушение после и убивает Криса, оставив в живых девятерых из первоначального списка Лидии.

#### Рон Форнэлл
Рон Форнэлл (роль исполняет Расс Диллон) — контакт Майка Эрмантраута на химическом складе «Madrigal Electromotive» в Хьюстоне. Он находится в постоянном контакте с Лидией Родарт-Куэйл, которая говорит ему какие контейнеры она хочет взять, так чтобы он мог подготовить их для отправки в «Golden Moth Chemical Company» в Альбукерке, который в свою очередь направит их «Lavanderia Brilliante» и лабораторию Гаса Фринга.
Рон арестован после того как Хэнк Шрейдер и Стивен Гомес прибыли на склад «Madrigal» в Хьюстоне и Лидия опознала его. Он позже появляется как один из девяти заключённых в тюрьму членов организации Фринга, которые были внесены в смертельный список Лидии. Мы в последний раз видим Рона в коридоре тюрьмы, когда закрываются двери и его убивают.

#### Барри Гудман
Доктор Барри Гудман (роль исполняет Джейби Бланк) — личный врач Гуса, который лечит его и Майка после столкновения в резиденции дона Эладио. Позже он сообщает Майку о смерти Гуса.

#### Тайрус Китт
Тайрус Китт (роль исполняет Рэй Кэмпбэлл) — один из приспешников Гаса, который берёт на себя роль Виктора после его смерти. Он служит помощником Майка и контролирует Уолта и Джесси как внутри, так и вне лаборатории. Умер вместе с Гасом и Гектором Саламанкой от взрыва бомбы в пансионате для престарелых.

#### Крис Мара
Крис Мара (роль исполняет Кристофер Кинг) — один из приспешников Гаса Фринга, находится на «побегушках» у Майка Эрмантраута и выполняет всевозможные поручения. Одно из его заданий заключается в оказании помощи Тайрусу Китту. Крис Мара впервые появляется в качестве одного из людей, которые ищут Уолтера Уайта, когда Уолт уходит в подполье.
Крис позже берёт Дуэйна Чау в заложники в его доме, заставляя того позвонить Майку и попросить его приехать, чтобы Крис смог убить его. Тем не менее, Майк увидел автомобиль Криса недалеко от дома Чау и понял, что это ловушка. В итоге Майк обхитрил Криса и убил его. Перед смертью Крис рассказал Майку, что он принял предложение Лидии, заплатить ему 10 тыс. долларов за каждого из десяти в её списке. Кроме того, он утверждает, что она добавила Майка в этот список и предложила за его смерть 30 тыс. долларов. Майк убивает Криса, который застрелил Чау ещё до прихода Майка.

#### Деннис Марковски
Деннис Марковски (роль исполняет Майк Батайе) — бывший менеджер промышленной прачечной «Lavanderia Brilliante», которая служила прикрытием для мет-лаборатории Гаса Фринга. После смерти Гаса, УБН изолирует средства Денниса, полученные от работы на Фринга. Деннис соглашается держать рот на замке, когда Майк гарантирует, что он всё равно будет получать свои деньги. Когда средства Денниса конфискованы, он через своего адвоката предлагает сделку УБН о признании вины, но Хэнк отказывается, полагая, что он может получить более выгодную сделку с одним из других заключённых помощников Гаса. Деннис впоследствии убит по приказу Уолта несколькими другими заключёнными, которые сжигают его заживо в камере.

#### Виктор
Виктор (роль исполняет Джеремайя Битсуи) — помощник Гаса Фринга. Он впервые появляется в качестве клиента в «Los Pollos Hermanos», когда он вдруг сталкивается с Уолтером и передаёт ему предложение Гаса о покупке мета, если тот сумеет организовать доставку в течение часа. Гас поручает Виктору отдать половину денег за мет Джесси Уолтеру, как способ убедить его сварить ещё раз. После Уолт убивает двух дилеров Гаса и говорит ему, что Джесси «по крайней мере в двух часовых поясах». Виктор охраняет лабораторию всегда, когда Уолтер и Гейл находятся там, и прослушивает их разговоры. Уолт подозревает, что Гас собирается убить его и договаривается с Джесси убить Гейла, что сделает Уолта незаменимым как единственного варщика. Виктор забирает Уолта из его дома, сказав ему, что в лаборатории утечка. Там его уже поджидает Майк и Уолтер понимает, что его хотят убить. Он просит Майка пощадить его. Под предлогом заманить Джесси на встречу, Уолт убеждает Майка и Виктора позвонить ему. Однако, вместо того, чтобы договориться о встрече, Уолт поручает Джесси убить Гейла, чтобы Майк не смог убить его, так как в этом случае Уолтер останется единственным химиком Гаса. Виктор едет, чтобы попытаться остановить Джесси от убийства Гейла, но приезжает слишком поздно. Он входит в квартиру, что видят соседи. Вернувшись в лабораторию, Виктор умирает от руки Гаса, который перерезал ему горло на глазах Уолта и Джесси. Позже им вместе с Майком приходится избавиться от тела Виктора с помощью плавиковой кислоты.

#### Дэн Уошбергер
Дэн Уошбергер (роль исполняет Крис Фрейхофер) — адвокат, нанятый Майком Эрмантраутом представлять права Рона Форнэлла, Дэнниса Марковски и остальных семи оставшихся в живых членов преступной организации Густаво Фринга. Уошбергер берёт деньги от Майка, а затем кладёт их на десять депозитов в банке «Cradock Marine Bank» в Альбукерке: девять для выживших парней Фринга и членов их семей и один для внучки Майка Кейли на её 18-й день рождения.
Дэн впервые появляется, когда он и Майк посещают исправительное учреждение в Лос-Лунас к югу от Альбукерке. Дэн постоянно флиртует с женщинами, для которых он обычно не скупится на сладкие подарки. В конце концов, УБН обнаруживает связь между Майком и Дэном, а также их ячейки в банке. Гомес и его агенты арестовывают Дэна и уговаривают сдать им Майка.
Последний раз мы видим Уошбергера, когда он находится в федеральной тюрьме в Ла-Туна. Он убит несколькими заключёнными во время разговора по телефону со своим адвокатом, в то же время девять оставшихся в живых членов организации Фринга также убиты, в том числе Рон Форнэлл и Дэннис Марковски.

### Мексиканский наркокартель

#### Эладио Вуэнте
Дон Эладио Вуэнте (роль исполняет Стивен Бауэр) — глава наркокартеля в Сьюдад-Хуаресе, на которого работают Хуан Болса, Гектор Саламанка и его племянники. Он впервые встретился с Гасом Фрингом на деловой встрече за двадцать лет до начала сериала, где Гас и его напарник Макс попытались предложить сделку, по которой они будут производить мет для картеля. Возмущённый их поведением, дон Эладио приказал убить Макса, но пощадил Гаса из-за нераскрытого прошлого в Чили. В последующие несколько лет он вступил в партнёрство с Гасом, который служил в качестве главного дистрибьютора дона Эладио на юго-западе США.
После смерти Хуана Болсы и кузенов, и последующего создания Гасом лаборатории, дон Эладио работает через его помощника Гаффа, занимающегося кражей и поставкой мета, и убийствами некоторых людей Гаса. Гас соглашается с требованиями Эладио, предоставить формулы для синего мета, услуги химика и 50 % акций от бизнеса, и едет в лабораторию картеля с Майком и Джесси. После того как Джесси готовит успешную партию, Эладио приглашает их на вечеринку на своей вилле с несколькими капо картеля, где они пьют премиум текилу за их новый бизнес из бутылки, подаренной Гасом. Вскоре выясняется, что текила отравлена. Эладио понимает, что Гас (который искусственно вызвал рвоту, чтобы очистить организм от яда) предал его, но замертво падает в бассейн, прежде чем может предпринять какие-то действия.

#### Хуан Болса
Хуан Болса (роль исполняет Хавьер Граеда) — член высшего уровня мексиканского наркокартеля, к которому принадлежат семья Саламанка. Это Болса заказал Тортугу кузенам, а затем поместил его голову на заминированную черепаху, чтобы её нашли УБН. Он также является связью картеля с Густаво Фрингом, и тем, кто организовал встречу между Гасом, кузенами и доном Саламанка по поводу Уолтера. Он говорит Гасу, что он призвал семью Саламанка быть терпеливыми, но тот рискует потерять благосклонность картеля, если он быстро не закончит свои дела с Уолтером и что он не может гарантировать, что кузены прислушаются к голосу разума. Он запретил кузенам убивать Хэнка Шрейдера. Мексиканские федералы позже убивают Хуана в его доме в Сьюдад-Хуаресе в отместку за нападение кузенов на Хэнка. Его имя в буквальном переводе с испанского, Джон Бэг (рус. Сумка) или Джон Сак, это намёк на персонаж Джон «Джонни Сак» Сакримони из сериала телеканала HBO «Клан Сопрано». Оба персонажа являются высокопоставленными членами влиятельных преступных семей, которые очень уравновешены, хорошо говорят и действуют в качестве посредников между их семьёй и другими.

#### Гектор Саламанка
Гектор Саламанка (роль исполняет Марк Марголис) — пожилой Дон, который когда-то был жестоким мексиканским наркодельцом и сотрудником картеля дона Эладио. Теперь он прикован к инвалидному креслу и не может говорить, общаясь с окружающими только с помощью кнопки звонка на кресле. Гектор — дядя Туко Саламанки, но воспитывал его как собственного сына, вместе с кузенами Туко близнецами Леонелем и Марко. Гектор провёл 17 лет в тюрьме Сан-Квентин, так ничего и не выдав властям. Он всегда учил своих племянников, что семья — это главное. Гектор ненавидит Густаво Фринга, называя его «жарщиком» и «грязным южноамериканцем». В свою очередь, Гас презирает Гектора за убийство Макса и в итоге мучает бывшего авторитета, заставляя Гектора наблюдать, как один за другим умирают его младшие родственники, зная, что семья значит для Гектора всё. Гектор решает помочь Уолту в убийстве Гаса, попросив встречи с УБН для того, чтобы заманить его к себе. Тайрус, который видит Гектора в здании УБН, подозревает, что он их информатор и оповещает об этом Гаса. Гас и Тайрус приходят к Гектору в дом престарелых, чтобы убить его. Гас заходит в комнату Гектора с целью сделать это лично и при этом смотреть ему в глаза. Когда Гектор, наконец, смотрит в глаза Фринга (чего тот и хотел), выражение его лица меняется, и он звонит в звонок на коляске. Гас слишком поздно понимает, что к инвалидной коляске прикреплена бомба, приводимая в действие кнопкой звонка. Происходит взрыв, немедленно убивающий Тайруса и Гектора, в то время как Гас с тяжелейшими ранами выходит из палаты, но через несколько секунд падает замертво.

#### Туко Саламанка
Туко Саламанка (роль исполняет Рэймонд Крус) — мексиканский преступник, наркодилер, психопат, который становится дистрибьютором мета Уолтера и Джесси. Он непредсказуем и склонен к вспышкам гнева, но с уважением относится к Уолту из-за его превосходного продукта, интеллекта, делового стиля и мужества. При этом он не испытывает никакого уважения к Джесси, которого он постоянно провоцирует и унижает. На очередной встрече Уолт и Джесси становятся случайными свидетелями того, как Туко жестоко избивает и убивает одного из своих приспешников, а ночью того же дня он похищает их, планируя бежать в Мексику, где Уолт должен варить мет для картеля.
Туко привозит Уолта и Джесси в отдалённый дом в пустыне, где живёт его дядя Гектор, чтобы дождаться приезда кузенов. Уолтер и Джесси пытаются отравить Туко рицином, подсыпав его в еду, но Гектор, увидев это, звонит в звонок на инвалидном кресле, а позже сбрасывает отравленную еду со стола. Туко, узнав от дяди, что Уолтер и Джесси обманывают его, вытаскивает Джесси на улицу, чтобы убить его. Пока Уолт отвлекает Туко, признаваясь, что они пытались отравить его, Джесси разбивает ему голову камнем, берёт его оружие и стреляет Туко в живот, а потом скидывает в яму. Уолт и Джесси оставляют Туко истекать кровью, но, увидев приближающийся автомобиль и думая, что это двоюродные братья Туко, бегут и прячутся неподалёку от дома.
Туко выбирается и пытается дойти до машины, но видит Хэнка, который отследил машину Джесси с помощью GPS-маяка, встроенного в противоугонную систему автомобиля Джесси. Хэнк пытается арестовать Туко, но тот достаёт винтовку из машины Джесси и начинает стрелять в Хэнка. В ходе короткой перестрелки Хэнк стреляет Туко в голову, убив его на месте. Хэнк выживает, но получает ранение, а позже у него появляются приступы тревоги. Его коллеги по УБН дарят ему грилзы (накладки на зубы) Туко в качестве трофея, которые он позже с отвращением выбрасывает в реку.

#### Леонель и Марко Саламанка
Близнецы Леонель и Марко Саламанка (роли исполняют Даниэль и Луис Монкада), также именуемые кузены — киллеры мексиканского наркокартеля. Они выглядят крайне убедительно и понимают друг друга без слов — это убийцы без колебаний и эмоций. Именно кузены обезглавили Тортугу (Дэнни Трехо) с помощью мачете (что является отсылкой к фильму «Мачете», где главную роль исполняет Трехо.)
В детстве близнецы воспитывались дядей, Гектором Саламанкой, который однажды испытал их, остановив братскую потасовку, чуть не утопив одного из них и заставив другого отбивать брата, укрепив тем самым в них понимание того, что «Семья — это всё!». После смерти их двоюродного брата Туко, Гектор отправляет кузенов в Нью-Мексико, чтобы убить Уолтера. Переправляясь контрабандой в США, спрятавшись вместе с другими иммигрантами в тюках сена, они убивают всю группу, в том числе беременную женщину, а затем сжигают машину, когда один из мексиканцев понимает, что они из картеля по черепам на их сапогах.
Кузены быстро отслеживают, где живёт Уолтер, и пробираются в его дом с целью убить его. Майк, как раз закончивший установку «жучков» в доме, замечает их и сообщает Гасу, который отправляет им смс с требованием встретиться. Хотя Гас дал им разрешение убить Уолтера, но только после того как тот закончит на него работать, Хуан Болса предупреждает Фринга, что кузены, скорее всего, проигнорируют эту сделку. Позже возле дома Уолтера Майк находит рисунок косы на асфальте, который считает смертельным посланием от кузенов.
Гас переубеждает братьев, говоря им, что это Хэнк убил Туко, и даёт разрешение убить агента ОБН на его территории, что, как правило, запрещено, так как может привлечь внимание. Тем не менее, Гас предупреждает Хэнка по телефону за одну минуту до нападения кузенов на стоянке. Леонель заходит сзади и ранит Хэнка из пистолета, но агент сбивает его машиной, зажав при этом. Марко начинает стрелять по машине, но Хэнк успевает забрать пистолет Леонеля (так как служебный он сдал) и спрятаться. Завязывается перестрелка, Марко несколько раз попадает в Хэнка. Собираясь сделать контрольный выстрел, Марко со словами «Слишком просто!» возвращается к своей машине и берёт из багажника топор, пока Хэнк пытается вставить выпавший патрон Марко в свой пистолет. Последний возвращается и уже заносит топор для удара, но Хэнк успевает выстрелить ему в голову.
Хэнка и Леонеля после перестрелки отвозят в больницу на операцию, где невезучему киллеру ампутируют обе ноги. Густаво лично приезжает в больницу и поручает Майку отравить Леонеля, пока сам эффективно отвлекает всех полицейских, собравшихся в больнице. Немногим позже Леонель умирает от яда под одобрительные возгласы полицейских.

#### Гафф
Гафф (роль исполняет Морис Компте) — член наркокартеля дона Эладио. Он впервые появляется при угоне грузовика «Los Pollos Hermanos», перевозящего наркотики, и убивает охранников внутри выхлопными газами. Гафф выступает в качестве представителя картеля в переговорах с Гасом, где он отвергает его предложение в размере 50 млн долларов, чтобы прекратить все связи, и сообщает Гасу, что не будет никаких переговоров, в ультимативной форме требуя предоставить формулу синего мета. Позже Гафф убивает одного из людей Гаса из снайперской винтовки на птицеферме, но прекращает стрельбу, когда Гас предлагает себя в качестве мишени. Гафф присутствовал при отравлении картеля и был задушен Майком, после попытки узнать, что случилось с доном Эладио.

#### Гонзо
Гонзо (роль исполняет Хесус Пайан-младший) — свояк Туко Саламанки и один из его помощников. Он погибает при перемещении тела Ноу Доза из-под кучи автомобилей на свалке. Одна из машин падает и прижимает его руку, частично оторвав её, в итоге он истекает кровью до смерти. Когда Уолтер и Джесси узнают, что он мёртв, они ошибочно полагают, что Туко убивает всех свидетелей убийства Ноу Доза.

#### Ноу Доз
Ноу Доз (роль исполняет Сезар Гарсия) — один из главных боевиков в банде Туко. Туко избивает его до смерти за то, что он сказал Уолтеру и Джесси: «Просто помните на кого вы работаете», что Туко воспринимает как оскорбление своих умственных способностей и посягательство на его авторитет.

#### Тортуга
Тортуга (роль исполняет Дэнни Трехо) — информатор УБН в Эль-Пасо, состоящий в мексиканском картеле. Боевики картеля отрезали ему голову и поместили её на панцирь черепахи (Tortuga с испанского «черепаха») с надписью «Hola DEA» («Привет, УБН»). Взрыв спрятанной в голове бомбы, убивает одного агента УБН и тяжело ранит нескольких агентов и мексиканских полицейских на глазах Хэнка. Позже выяснилось, что Тортуга был обезглавлен кузенами Туко Леонелем и Марко Саламанка под непосредственным руководством Хуана Болса.

### Независимые наркоторговцы

#### Деклан
Деклан (роль исполняет Луис Феррейра) — дилер мета, который работает в Финиксе и был ранее конкурентом Гаса Фринга. Майк пытается продать ему метиламин, но Уолтер взамен предлагает, чтобы Деклан взял на себя распространение голубого мета в обмен на 35 % от выручки. Лидия позже пытается убедить Деклана заменить его варщика, чей продукт является неприемлемо низкого качества, на Тодда. Когда Деклан отказывается, Лидия просит банду дяди Тодда убить Деклана и всю его команду.

#### Эмилио Кояма
Эмилио Кояма (роль исполняет Джон Кояма) — бывший партнёр Джесси в мет бизнесе и двоюродный брат Крейзи-8. С Джесси они знакомы ещё с начальной школы. В пилотном эпизоде Эмилио арестован во время рейда УБН (с присутствием Уолтера, которого взял с собой, «прокатиться», Хэнк). Эмилио выходит под залог и, подозревая Джесси в том, что он сдал его полиции (хотя позже выяснилось, что информатором был Крейзи-8), заставляет Пинкмана познакомить его и Крейзи-8 с новым напарником Джесси. Эмилио узнаёт Уолта, бывшего на месте его ареста, и предлагает убить его и Джесси. Уолт убеждает пощадить их, если он отдаст им формулу своего мета. Когда они находятся в пустыне в доме на колёсах, Уолт намеренно устраивает химический взрыв и убегает, закрыв Эмилио и Крейзи-8 внутри машины, заполненной смертельным газом (фосфином). Эмилио умирает, а Джесси впоследствии избавляется от его тела путём растворения его в плавиковой кислоте в своей ванной.

#### Крейзи-8
Доминго Гальярдо «Крейзи-8» Молина (роль исполняет Максимино Арсиньега) — распространитель мета вместе со своим двоюродным братом Эмилио и Джесси Пинкманом. Крейзи-8 является информатором УБН. Джесси начинает подозревать Крейзи-8, когда Пинкман пытается продать ему новый продукт после ареста Эмилио, а тот силой пытается выпытать имя нового партнёра Джесси. Крейзи-8 подозревает Уолта в связи с правоохранительными органами и пытается убить его, но Уолт, взамен на жизнь, предлагает научить Крейзи-8 варить наркотики по своей формуле. Смешивая химические вещества, Уолт создаёт маленький взрыв, который производит ядовитый газ фосфин. Эмилио умирает, но Крейзи-8 выживает и позже приходит в сознание, Уолт и Джесси удерживают его в подвале Пинкмана в течение нескольких дней, пока Уолтер наконец не набирается мужества, чтобы убить его. Уолт начинает общаться с Крейзи-8, у которого потихоньку восстанавливаются силы, кормит его, поит пивом и даже почти освобождает, но в итоге душит, поняв, что он хотел напасть на него с осколком от разбитой тарелки. Позже в эпизоде подразумевается, что Уолтер избавился от тела Крейзи-8 с помощью плавиковой кислоты таким же образом, как от тела Эмилио. С этого момента и до конца сериала Уолт, делая сэндвичи, обрезает корочку, как он делал это для Крейзи-8.
В 4-м сезоне появляется персонаж по имени Максимино Арсиньега, которое полностью совпадает с именем актёра, который играет Крейзи-8.

### Джек Уэлкер
Джек Уэлкер (роль исполняет Майкл Боуэн) — дядя Тодда и лидер местной ячейки неонацистской банды «Арийское братство». Он является основным антагонистом последнего сезона. Уолтер нанимает Джэка и его банду убить парней Майка, сидящих в тюрьме, которые вовлечены в операции Гаса и могут начать говорить, потому что УБН арестовало их счета. Они успешно устраняют девять человек и их адвоката Дэна Уошбергера в трёх отдельных тюрьмах, в течение двухминутного промежутка. Лидия организовывает с помощью Джэка и его людей «зачистку» банды Деклана после того, как последний отказывается менять своего варщика (чей некачественный продукт ставит под угрозу сделку с Чехией) на Тодда.
Уолтер нанимает Джека и его банду убить Джесси в обмен на обучение Тодда варить мет. Когда Джесси заманил Уолтера к месту расположения его денежных захоронений, он вызывает команду Джека на помощь, но затем пытается отозвать их, когда видит, что Хэнк и Гомес также находятся там. Тем не менее, Джэк и его парни прибывают на место и участвуют в перестрелке с Хэнком и Гоми. После перестрелки, Джек убивает Хэнка и похищает Джесси для того, чтобы он варил для него мет. Затем он приказывает остальной банде выкопать бочки с деньгами Уолтера (содержащие около 80 млн долларов), оставив ему одну бочку (в которой находится порядка 11 млн долларов).
Когда Уолтер приезжает в его убежище, с целью предложить новый способ производства мета, Джек, по просьбе Лидии, пытается убить Уайта. Однако, тот активирует управляемый дистанционно пулемёт M60, который серьёзно ранит Джека и убивает его людей. Джек был убит лично Уолтером, при попытке договориться о выдаче денег, украденных у Уайта, в обмен на сохранении его жизни. Был убит из своего же пистолета, из которого он застрелил Хэнка.
Банда Джека включает в себя его главного помощника Кенни (Кевин Ранкин), а также Фрэнки (Патрик Сэйн), Лестера (Тэйт Флетчер) и Мэтта (Мэтью Т. Мецлер).

### Друзья и семья Джесси

#### Андреа Кантильо
Андреа Кантильо (роль исполняет Эмили Риос) — девушка Джесси Пинкмана. Она бывшая наркоманка и мать-одиночка с маленьким сыном по имени Брок. Джесси встречает её на собрании группы поддержки наркозависимых, которое он посещает для того, чтобы найти новых клиентов, и первоначально планирует продавать ей мет, но затем отказывается от своей идеи, узнав, что она одна воспитывает маленького сына. У них завязываются романтические отношения, но они заканчиваются, когда он узнаёт, что 11-летний мальчик, который убил его друга Комбо, это её младший брат Томас (роль исполняет Анджело Мартинес). После расставания она приходит в его дом, чтобы вернуть деньги, которые он оставил для неё в её доме. Он говорит ей, что деньги для того, чтобы она уехала из плохого района и воспитала сына. Сол продолжает привозить ей деньги в её новый дом от имени Джесси. В 4-м сезоне они с Джесси снова сходятся. Когда Брок отравился, Джесси приехал в больницу и оставался там до тех пор, пока врачи не сообщили ему, что Брок выжил. В 5-м сезоне Уолт советует Джесси расстаться с Андреа, говоря, что он должен быть честным с ней и рассказать обо всех преступлениях, которые он совершил. В то время как они снова расходятся, он продолжает оказывать им финансовую помощь. Уолтер назначает Джека следить за её домом, на случай если появится Джесси. Впоследствии Джек использует её в качестве шантажа против Джесси, который находится у него в плену, чтобы он варил для него мет. Джесси попытался сбежать от банды Джека, но был пойман, за что они заставляют его смотреть, как Тодд убивает Андреа. Джесси угрожают смертью Брока, если он снова попытается сбежать.

#### Брок Кантильо
Брок Кантильо (роль исполняет Иэн Посада) — восьмилетний сын Андреа, бывшей наркоманки и матери-одиночки, которая встречается с Джесси Пинкманом.
Когда Брок отравился, Джесси предполагает, что он отравился рицином, спрятанным в его сигарете. Уолт пытается убедить Джесси, что Брока отравил Гас. Эта манипуляция Уолта возвращает ему доверие Джесси. В последнем сезоне Джесси передумал уезжать из города и поменять документы, когда он понял, что это Уолт отравил Брока. Джесси едет в дом Уолта и пытается сжечь его дотла, но его останавливает Хэнк.
Впоследствии Брок и Андреа используются в качестве рычага давления на Джесси, который находится в плену у банды Джека, чтобы он варил им мет. После того как Джесси неудачно пытается сбежать, Тодд убивает Андреа на его глазах, и ему угрожают смертью Брока, если он пытается убежать снова.

#### Джейн Марголис
Джейн Марголис (роль исполняет Кристен Риттер) — хозяйка квартиры, соседка и девушка Джесси, бывшая наркоманка. Она разрабатывает рисунки для татуировок, хотя сама не имеет ни одной. Джесси поселяется в соседней квартире, которую она сдаёт и вскоре у них завязываются романтические отношения. Постепенно она возвращается к наркотикам и уговаривает Джесси принимать героин. Она угрожает шантажом Уолтеру после того, как он отказывается отдать Джесси его долю от крупной сделки с Гасом Фрингом, которая чуть не сорвалась из-за того, что Джесси был «под кайфом». Её план сработал, и они с Джесси планируют сбежать в Новую Зеландию с деньгами. Они решают последний раз уколоться героином, а не выбросить его, как они пообещали друг другу ранее. Позже той же ночью Уолт случайно оказывается в их квартире и видит, как она умирает во сне, захлебнувшись собственной рвотой на его глазах. Он уходит, оставив Джесси спать рядом с трупом. Как объясняет создатель сериала Винс Гиллиган, Уолт был рад этому, потому что боялся, что её плохое влияние приведёт к ранней смерти Джесси от передозировки героина.
Отец Джейн Дональд Марголис (Джон де Ланси) после её смерти впадает в глубокую депрессию. Его жена уходит от него. Всё это вместе влияет на выполнение его обязанностей в качестве авиадиспетчера и приводит к столкновению двух самолётов, в котором погибает 167 человек. Позже Уолт в своём автомобиле слышит по радио, что мистер Марголис был доставлен в больницу с огнестрельной раной. Уолтер предполагает, что отец Джейн пытался покончить жизнь самоубийством в результате его депрессии.
Уолт испытывает чувство вины за его бездействия по отношению к Джейн, а также удивлён тем, что именно в эту ночь он и Дональд случайно встретились в баре и разговаривали о проблемах со своими детьми. В одном из последних эпизодов сериала Уолт от злости говорит Джесси, что мог спасти Джейн, но не стал этого делать.

#### Барсук
Брэндон «Барсук» Мейхью (роль исполняет Мэтт Л. Джонс) — друг Джесси. Несмотря на то, что он на испытательном сроке, Барсук всё ещё употребляет наркотики. Он рекламировал банк на улице в ростовом костюме. В 1-м сезоне Барсук уходит с работы, чтобы объединиться с Джесси для приготовления мета. Тем не менее, разногласия между ними вскоре приводят к расставанию. Во 2-м сезоне они мирятся, и он помогает очистить подпольную лабораторию в подвале Джесси и спрятать дом на колёсах Джесси, чтобы предотвратить подозрения полиции. Уолт и Джесси позже используют Барсука для продажи своей продукции, но вскоре его арестовывают. После освобождения Барсук бежит в Калифорнию затаиться на некоторое время. После чего Барсук возвращается в Нью-Мексико, и Джесси легко удаётся убедить его начать снова торговать. Позже Барсук появляется на собраниях анонимных наркоманов вместе с Тощим Питом, рассказывая членам группы с намерением найти новых покупателей, что мет «Голубые небеса» (продукт Уолта и Джесси) вернулся в город. Вскоре он и Пит находят встречи анонимных наркоманов полезными для себя и продолжают регулярно посещать их. Барсук помогает Джесси ещё несколько раз в течение сериала и присутствовал на вечеринке Джесси, которая длилась несколько дней. Он также является вокалистом группы Джесси под названием «Twaughthammer». Барсук поклонник научной фантастики и обсуждает идею для сценария «Star Trek». Он и Тощий Пит помогают Уолту угрожать Шварцам в финале сериала.

#### Комбо
Кристиан «Комбо» Ортега (роль исполняет Родни Раш) — друг Джесси и продавец его мета. Был убит конкурирующей группировкой, когда торговал метом на чужой территории. Комбо звонит своему другу Тощему Питу сообщить, что двое мужчин «пасут» его. Когда он заканчивает разговор, подросток на велосипеде стреляет в него несколько раз и убивает его, как позже выяснилось, это было испытанием для подростка, чтобы стать частью банды. Смерть Комбо постепенно возвращает Джесси к наркомании. Позже выяснилось, что дом на колёсах, в котором Уолтер и Джесси варят мет, принадлежал семье Ортега, и Комбо продал его Джесси за 1400 долларов, не сказав об этом своей семье, что позже даёт большую зацепку Хэнку в поисках «Хайзенберга».

#### Тощий Пит
Тощий Пит (роль исполняет Чарльз Бэйкер) — друг Джесси. Он отбывал срок в тюрьме с Туко и познакомил его с Джесси. Джесси берёт Тощего Пита в дело, хотя Пит на испытательном сроке. Когда Пита ограбили два наркомана, Джесси вынужден, не без проблем, вернуть деньги и товар обратно. Барсука арестовывают, Комбо убит и Пит, опасаясь попасть обратно в тюрьму, прекращает работать с Джесси. Он решает продавать мет Джесси снова, хотя и в меньших масштабах. Он посещает встречи анонимных наркоманов вместе с Барсуком. После прохождения программы они какое-то время остаются «чистыми», но в итоге Джесси соблазняет их снова принимать мет. В одном из эпизодов 5-го сезона показано, что Тощий Пит талантливый пианист, когда он играет небольшую часть «Solfeggietto» Карла Филиппа Эммануила Баха в музыкальном магазине.
Тощий Пит кратко появляется в финале сериала, будучи нанятым Уолтом (вместе с Барсуком), чтобы использовать лазерные указки, имитируя снайперские винтовки, когда Уолт угрожает Гретхен и Эллиоту.

#### Родители Джесси
Адам Пинкман (роль исполняет Майкл Бофшевер) и Диана Пинкман (Тесс Харпер) — родители Джесси Пинкмана. Из-за злоупотребления наркотиками Джесси, у них сложились напряжённые отношения со своим сыном, что в итоге приводит к тому, что они выгоняют его из дома покойной тёти, где жил Джесси. Мистер и миссис Пинкман делают ремонт дома, с целью продать его. Между тем, Джесси работает с Солом Гудманом над схемой выкупа дома. Представляя Джесси (который не был на совещании), Сол предлагает сумму значительно ниже рыночной стоимости. Обиженные таким предложением, Пинкманы хотят покинуть переговоры, но Сол угрожает раскрыть всем, что дом был мет-лабораторией. Боясь, что цена будет падать, мистер и миссис Пинкман неохотно соглашаются на сделку.
В день продажи Джесси навещает своих родителей в недавно отремонтированном доме. Когда он направляется к входной двери, миссис Пинкман говорит ему, что дом уже продан, и что он должен уйти, так как новые владельцы приедут в ближайшее время. Когда Джесси не останавливается, миссис Пинкман спрашивает его куда он идёт. На что Джесси отвечает: «Внутрь. Я купил этот дом». Пинкманы не знали, что Сол Гудман на самом деле представлял их сына на переговорах.

#### Джейк Пинкман
Джейк Пинкман (роль исполняет Бен Петри) — младший брат Джесси. Джесси принимает вину за «косячок», принадлежащий Джейку, что приводит к тому, что родители вновь выгоняют Джесси из своего дома. После извинившись перед братом, Джейк просит его вернуть «косяк» обратно, в ответ на это Джесси высыпает его содержимое на тротуар и говорит брату, что марихуана плохого качества.

#### Уэнди
Уэнди (роль исполняет Джулия Минески) — мет-зависимая уличная проститутка, которая периодически спит с Джесси Пинкманом. Участвовала в рекламных роликах в качестве одного из клиентов Сола Гудмана (как «Уэнди С.»). Она подтверждает алиби Джесси и выдерживает интенсивный допрос Хэнка Шрейдера. Джесси пытается убедить её помочь ему убить двух наркоторговцев, которые заставили 11-летнего мальчика застрелить Комбо по приказу Гаса Фринга. Сначала она отказывается, опасаясь последствий и за своего сына, но Джесси убеждает её помочь, проведя сравнение между убитым мальчиком Томасом и её собственным сыном. В последний момент, когда она уже почти согласилась, Майк забирает Джесси, чтобы увезти его на встречу с наркоторговцами.

### Партнёры Сола Гудмана

#### Хьюэлл Бабино
Хьюэлл Бабино (роль исполняет Лавелл Кроуфорд) — телохранитель Сола Гудмана, который выполняет различные его поручения. У него большой вес, он страдает нарколепсией и имеет проблемы с пищеварением. Вместе с Куби они должны были запугать Тэда Бенеке и заставить его отдать деньги, которые он должен Скайлер. Позже в начале 5-го сезона становится известно, что Хьюэлл сыграл большую роль в отравлении Брока Кантильо, когда он украл сигарету с рицином из кармана Джесси.
Хэнк и Гомес позже допрашивают Хьюэлла, чтобы узнать, где Уолт спрятал деньги, обманув его, сказав, что Уолт намеревается убить его, чтобы «замести следы». Они используют постановочное фото мёртвого Джесси, чем убеждают Хьюэлла рассказать, что они с Куби упаковали деньги Уолта в семь бочек и загрузили их в фургон, взятый в аренду. Хьюэлл также рассказал, что после возвращения Уолта они вымыли фургон, который был весь в грязи, подразумевая, что деньги Уолта были спрятаны где-то в пустыне. Хэнк и Гомес говорят Хьюэллу сидеть и ждать, пока они не вернутся, но так как они никогда не вернутся, его судьба остаётся неизвестной.

#### Эд
Эд (роль исполняет Роберт Форстер) — таинственная личность, который специализируется на том, что делает людям новые документы и находит им новые места жительства. Он вывозит Уолтера Уайта в Нью-Гэмпшир, спрятав его в грузовике. Уолт в течение нескольких месяцев зависит от его поставок и, иногда, общения. Эд также помогает Джесси Пинкману перебраться на Аляску, а Солу бежать в Небраску.

#### Франческа
Франческа (роль исполняет Тина Паркер) — администратор и секретарь Сола.

#### Патрик Куби
Патрик Куби (роль исполняет Билл Бёрр) — один из наёмных рабочих Сола Гудмана. Он помогает в облегчении продажи автомойки Уайтам, выдав себя за экологического инспектора, а затем запугивает Теда Бенеке вместе с Хьюэллом. Он также помогает Уолту, Джесси и Майку в ограблении поезда, а также с Хьюэллом забирает деньги Уолта из хранилища. До переезда в Альбукерке, Куби был вовлечён в организованную преступность в Бостоне (родина актёра Бёрра, который играет Куби).

### Другие персонажи

#### Хьюго Арчулета
Хьюго Арчулета (роль исполняет Пьер Баррера) — бывший уборщик в средней школе JP Wynne. Когда Уолт выходит из класса в туалет из-за рвотных позывов (вследствие его химиотерапии), Хьюго предлагает ему жвачку и убирает за ним, говоря: «Ты должен учить людей». Позже УБН «вешает» на него пропавшее школьное оборудование, которое может использоваться для производства мета, так как Хьюго один из первых подозреваемых из-за его доступа к классу химии. Вскоре Хьюго помещён под арест за хранение марихуаны и его увольняют, к большому огорчению Уолта. После обыска в доме Хьюго найдена марихуана, но ни мет, ни предметы, которые могут связать его с производством мета не обнаружены. После увольнения из школы он устроился на работу охранником в небольшой магазин, из которого позднее наркоман Вафля со своей женой украли банкомат, попутно убив Хьюго.

#### Тед Бенеке
Тед Бенеке (роль исполняет Кристофер Казинс) — президент и владелец «Beneke Fabricators». Он берёт Скайлер на её старую работу в качестве бухгалтера. Теда всегда привлекала Скайлер. Тед занимается уклонением от уплаты налогов, чтобы сохранить компанию и рабочие места. Он признаётся в этом Скайлер, когда она узнаёт об этом из бухгалтерских книг компании. Скайлер спит с Тедом в 3-м сезоне, чтобы отомстить Уолту, но она игнорирует предложение Теда вскоре перебраться в его дом. Когда Уолт узнаёт об их романе, он в ярости приезжает в офис Теда, который прячется в своём кабинете. В итоге разбушевавшегося Уолта выводит служба безопасности, а сотрудники компании узнают об интрижке Скайлер с Тедом. Позже Тед приезжает к ней домой, чтобы спросить об их отношениях, что очень сердит Скайлер, и в итоге она разрывает с ним личные и профессиональные отношения.
В 4-м сезоне Тед встречает Скайлер, которая работает на автомойке и рассказывает ей об уголовном расследовании Налогового управления об уклонении от уплаты налогов его компании. Скайлер тесно связана с налоговым мошенничеством Теда, и чтобы за ней и её семьёй не была установлена слежка, она притворяется глупенькой бухгалтершей на заседании Теда с Налоговым управлением. Её шоу с некомпетентностью сработало и расследование закрывают, при условии, что Тед погасит свои неоплаченные налоги, а также штрафы. Тед получает наследство от умершего родственника в Люксембурге, которое организовала Скайлер с помощью Сола, предполагая, что он оплатит все долги. Вместо этого Тед взял в аренду новый Mercedes и использовал деньги, чтобы возобновить своё дело. Когда Скайлер призывает Теда заплатить Налоговому управлению, он отказывается и говорит ей, чтобы она ушла. Не видя альтернативы, Скайлер вынуждена рассказать, что это она дала Теду деньги. Тед всё ещё отказывается платить долги, так как в этом случае он потеряет свой дом и социальный статус. Скайлер просит Сола Гудмана отправить своих людей заставить Бенеке выписать чек. Тед паникует и пытается убежать от них, но случайно падает и разбивает голову.
В начале 5-го сезона показано, что Бенеке выжил. Тем не менее, он был тяжело ранен и, возможно, останется инвалидом. Когда Скайлер посещает запуганного Теда в больнице, он гарантирует своё молчание.

#### Кловис
Кловис (роль исполняет Том Кише) — двоюродный брат Барсука, который работает на эвакуаторе и занимается авторемонтом. Когда дом на колёсах Джесси ломается, Кловис просит у него непомерную сумму за буксировку и хранение фургона. Кловис ремонтирует дом на колёсах, а позже находит в нём спящего Джесси, который перелез забор и сломал биотуалет, после того как его выселили из его дома. Кловис просит Джесси заплатить за ремонт и материальный ущерб, угрожая продать вещи из фургона, когда Джесси говорит, что не может немедленно заплатить. В итоге Джесси угоняет фургон, сломав въездные ворота. Позже он возвращается, чтобы заплатить Кловису за ремонт и повреждения, которые он устроил, и оставляет фургон на хранении у Кловиса за 500 долларов в неделю. Кловис позже продаёт Джесси подержанный красный хетчбэк Toyota Tercel. Джесси хочет получить дом на колёсах обратно, но Уолтер предупреждает Кловиса, что УБН ищет фургон и просит увезти его на свалку для утилизации.

#### Луис Корбетт
Луис Корбетт (роль исполняют Кайл Суиммер и Калеб Лэндри Джонс) — лучший друг Уолта-младшего. Они оба учатся в средней школе JP Wynne. Он часто подвозит Младшего в школу и помогает ему создать учётную запись PayPal для сбора пожертвований на сайте Уолта-младшего.

#### Доктор Делкаволи
Доктор Делкаволи (роль исполняет Дэвид Хаус) — врач Уолта в течение первых двух сезонов. Предполагаемо один из лучших 10 онкологов в Соединённых Штатах.

#### Лидер группы
Лидер группы (роль исполняет Джер Бёрнс) — консультант, который ведёт занятия групповой терапии анонимных наркоманов. Его настоящее имя не раскрывается. Он спокоен, использует непредвзятый подход в дискуссиях и подчёркивает, что те, кто пройдёт его курсы не улучшат себя, но научатся самопринятию. Во время терапии у костра, он рассказывает Джесси и другим лечащимся наркоманам, что в июле 1992 года, находясь в алкогольном и наркотическом опьянении, он случайно сбил насмерть свою шестилетнюю дочь. Джесси до сих пор не оправившийся от смерти Джейн, спрашивает у лидера группы, как он может не ненавидеть себя за это, на что тот отвечает, что ненависть к себе и чувство вины стоят на пути достижения истинного изменения. Лидер группы снова появляется в 4-м сезоне, когда Джесси возвращается к лечению, обезумевший от убийства Гейла. В ходе терапии Джесси не сдерживается и кричит на лидера группы, утверждая, что его философия о «принятии себя» ошибочна и люди должны быть судимы за то, что они сделали. Джесси также рассказывает, что единственная причина, почему он приходит на эти встречи, в первую очередь является продажа мета членам группы. Он спрашивает лидера группы, принимает ли он это, на что тот отвечает: «Нет». Джесси отвечает: «Давно бы так», и покидает терапию.

#### Лоусон
Лоусон (роль исполняет Джим Бивер) — торговец оружием. Он продал Уолту пистолет Ruger LCR без серийного номера. Также Уолт покупает у него пулемёт М60, передав ему деньги в туалете кафе, взамен получив ключи от автомобиля, в багажнике которого находился пулемёт.

#### Дональд Марголис
Дональд Марголис (роль исполняет Джон де Ланси) — отец Джейн Марголис. Он владеет двухквартирным домом, которым управляет его дочь. Он отправил её на курсы восстановления наркоманов и сам посещает их с ней вместе. Дональд приходит в ярость, когда узнаёт, что его дочь снова употребляет героин, подозревая, что в этом виноват Джесси. Он почти вызывает полицию, но передумывает, когда Джейн обещает вернуться в реабилитационную клинику. Подавленный он идёт в бар и завязывает разговор с незнакомцем (которым случайно оказался Уолт) о трудностях воспитания детей. Его слова вдохновляют Уолтера помочь Джесси отказаться от героина. После того как Джейн умирает от передозировки, Дональд испытывает депрессию, но всё же возвращается на работу авиадиспетчера и невольно вызывает столкновение двух самолётов, в котором погибает 167 человек. Вскоре после инцидента Уолт слышит по радио в автомобиле, что Марголис был доставлен в больницу с огнестрельной раной. Однако, Уолт выключает радио прежде, чем раскрывается судьба Дональда.

#### Кармен Молина
Кармен Молина (роль исполняет Кармен Серано) — завуч средней школы JP Wynne, где работает Уолтер и учится Уолтер-младший. В 3-м сезоне Уолтер делает неловкую попытку поцеловать её, в результате чего его отправляют в отпуск на неопределённый срок. В 5-м сезоне выясняется, что она повышена до директора.

#### Старый Джо
Старый Джо (роль исполняет Ларри Ханкин) — владелец местной свалки автомобилей. Он несколько раз помогает Уолту и Джесси, используя механизм для утилизации автомобилей, а также своим вовремя обоснованным знанием правовых ограничений на полицейские процедуры и сбор доказательств. Джо является способным инженером: он делает систему магнитов, используемую для уничтожения ноутбука Гаса, находящегося в хранилище улик, а также создаёт портативное лабораторное оборудование, используемое в работе под прикрытием подпольной лаборатории «Vamonos Pest».

#### Памела
Памела (роль исполняет Джули Дретзин) — адвокат по разводам, нанятый Скайлер в 3-м сезоне. Скайлер доверяет Памеле и рассказывает ей, что Уолтер наркоторговец, на что та советует ей обратиться в полицию.

#### Гретхен и Эллиотт Шварц
Гретхен Шварц (роль исполняет Джессика Хект) — бывшая помощница Уолта в колледже, а ныне совладелец успешной фармацевтической компании «Gray Matter». Ранее имела романтические отношения с Уолтом, теперь она состоит в браке с бывшим партнёром и другом Уолта, Эллиоттом Шварцом (роль исполняет Адам Годли), который вместе с ним создал «Gray Matter». Гретхен обнаруживает, что Уолтер лгал своей семье, сказав им, что она и Эллиотт платят за его лечение, и в шоке, когда он злобно обвиняет их в уничтожении его жизни. Хотя она утверждает, что Уолт понимает всё неправильно, то, что произошло на самом деле, остаётся неизвестным. Показано лишь, что Уолт внезапно бросил её и его исследования без объяснения причин после того как Гретхен взяла его в дом своих родителей на выходные. Из жалости к Уолту, Гретхен позже помогает ему и подтверждает его ложь Скайлер и младшему, при этом добавляя, что они больше не имеют финансовой возможности продолжать оплачивать лечение Уолтера. Тогда он придумывает новую ложь, в которой утверждает, что он встречался с Гретхен и узнал, что они с Эллиоттом обанкротились и, следовательно, не могут оказывать им финансовую помощь. Позже, когда Скайлер подозревает Уолта в измене с Гретхен, она встречается с ней, и Гретхен рассказывает ей, что они никогда не платили за какой-либо из медицинских счетов Уолта.
В предпоследнем эпизоде сериала они появляются на телепередаче Чарли Роуза. Уолт смотрит их интервью в баре в Нью-Гемпшире после звонка в УБН с целью раскрыть себя. Чарли спрашивает их об их связи с Уолтом, на что Эллиотт утверждает, что Уолт не имел ничего общего с развитием «Gray Matter», поучаствовав только в придумывании названия. Гретхен добавляет, что Уолтера Уайта, которого она знала, не «Гейзенберга», больше нет. Уолт, испытывающий ярость во время просмотра интервью, оставляет бар до прибытия полиции.
В последнем эпизоде сериала Уолт заставляет Гретхен и Эллиотта отдать оставшуюся часть его денег Холли в качестве пожертвования от их фонда, используя Барсука и Тощего Пита, которые светят на них лазерными указками, что выглядит так, как будто в них целятся снайперы, а он объясняет, что два киллера убьют их, если они не согласятся.

#### Дрю Шарп
Дрю Шарп (роль исполняет Сэмюэль Уэбб) — мальчик, живущий в Мак-Кинли на северо-западе Нью-Мексико, который появляется не в то время, не в том месте. Дрю катается на своём мотоцикле по пустыне и находит тарантула, которого кладёт в банку, чтобы изучить его позже. Он слышит приближающийся поезд и едет к железной дороге, чтобы увидеть его, но неожиданно сталкивается с Уолтером, Джесси и Тоддом, когда они празднуют свой успех в ограблении поезда. Они машут ему рукой, но затем Тодд неожиданно достаёт пистолет и убивает Дрю.
Они берут с собой в Альбукерке тело и мотоцикл Дрю, чтобы Уолтер, Майк и Джесси могли решить, как от них избавиться. Тодд держит тарантула в банке. Позже в этом эпизоде по телевидению сообщается об исчезновении Дрю Шарпа и что его поиск теперь вышел за пределы Мак-Кинли. Убийство Дрю становится переломным моментом в разрыве связи Джесси с работой Уолта. Позже Джесси ищет помощи у Сола, чтобы отправить деньги семье Дрю, но тот отказывается.

#### Вафля (Конча)
Вафля (так же встречается перевод Конча) (роль исполняет Дэвид Ури) — наркоман, который, угрожая ножом, крадёт мет у Тощего Пита. Джесси находит его дом и пытается получить украденное обратно. Вафля хочет заплатить Джесси деньгами из банкомата, который он украл из магазина (во время ограбления которого он убил Хьюго). При попытке вскрыть его снизу он начинает оскорблять свою подругу (в исполнении Дейл Дикки), называя её «мымрой» (также встречается перевод «шалава»), которая толкает банкомат ему на голову, убив его на месте. У Вафли есть сын, которого Джесси выносит на крыльцо, звонит 911 и оставляет телефонную линию открытой, чтобы полиция могла отследить звонок.

#### Холли Уайт
Холли Уайт (роль исполняет Эланор Энн Уэнрих) — новорождённая дочь Скайлер и Уолтера, сестра Уолтера-младшего. Будучи беременной Холли, Скайлер периодически курит, о чём позже узнаёт Уолт. Он не присутствовал на рождении дочери, потому что был занят бизнесом, связанным с наркотиками, и он обвиняет в этом Джесси, который должен был заниматься этими делами. Босс Скайлер Тед Бенеке привёз её в больницу на роды. Скайлер привозит ребёнка к «Монументу четырёх сторон», где подбрасывает монету, размышляя, оставить Уолта или нет. В 5-м сезоне Холли активно учится ходить. Холли и её брат в течение трёх месяцев живут в доме их тёти Мари и дяди Хэнка, пока их родители разбираются в своих отношениях. После смерти Хэнка, которая приводит к драке между её родителями, Уолтер похищает Холли, но позже оставляет её на пожарной станции, и она благополучно возвращается к матери. Последнее появление Холли происходит, когда Скайлер разрешает Уолтеру ненадолго повидаться с ней.

#### Богдан Волынец
Богдан Волынец (роль исполняет Мариус Стан) — владелец автомойки, на которой Уолт работает в начале сериала. Он резок и груб с Уолтером, который считает эту работу унизительной и утомительной. После того, как у Уолта диагностируют рак лёгких, он набрасывается на Богдана и уходит.
Богдан не появляется до 4-го сезона, когда Уолт и Скайлер пытаются приобрести его мойку для того, чтобы «отмывать» деньги от продажи наркотиков. Когда Скайлер пытается договориться о покупке, Богдан испытывает вспышку злости и заявляет, что если Уолт хочет купить мойку, это будет стоить ему 20 млн долларов. Когда Сол предлагает Уайтам вариант с обвинением Богдана в укрывательстве террористов Аль-Каиды, чтобы заставить его продать автомойку, Уолт раздражённо говорит, что Богдан румын. В конце концов, Уолт и Скайлер купили мойку за 800 тыс. долларов, после того как Скайлер наняла Куби провести поддельный экологический аудит на автомойке.
Когда Богдан вручает ключи от здания Уолтеру, он насмехается над ним, подразумевая, что он нуждается в его женщине, чтобы сделать что-то. Уолтер, взбешённый этими словами, не позволяет Богдану забрать его первый заработанный доллар, который висел в рамке на стене. Впоследствии Уолтер тратит этот доллар в торговом автомате, чтобы купить банку содовой.